# Conférence de Berlin de 1995 sur les changements climatiques
Pour les articles homonymes, voir COP 1.
La conférence de Berlin de 1995 sur les changements climatiques, ou COP 1, est la première Conférence des parties organisée par  l'Organisation des Nations unies pour le Climat. Elle s'est tenue du 28 mars au 7 avril 1995 à Berlin en Allemagne, réunissant les pays signataires de la Convention-cadre des Nations unies sur les changements climatiques (CCNUCC).

## Contexte
Dans les années 1980, la communauté scientifique comprend peu à peu que les activités humaines sont à l'origine du réchauffement climatique. En 1985, une équipe franco-russe, dont Jean Jouzel fait partie aux côtés de Claude Lorius, découvre le lien entre gaz carbonique et changement climatique dans le passé de la Terre. Les années 1980 voient toute une série de conférences, en particulier à Villach en Autriche en 1985, où des scientifiques comme le Suédois Bert Bolin essaient de sensibiliser les décideurs politiques.
Le GIEC, Groupe d’experts intergouvernemental sur l’évolution du climat, est créé en 1988 par l’Organisation météorologique mondiale (OMM) et le Programme des Nations unies pour l’environnement (PNUE).
Le GIEC a été créé en novembre 1988, à la demande du G7, par l’Organisation météorologique mondiale (OMM) et sous le patronage du Programme des Nations unies pour l'environnement (PNUE),,
Le premier rapport du GIEC est remis en 1990 et confirme les chiffres qui circulaient déjà : un réchauffement possible à 3° à l'horizon 2050 par rapport à l'ère préindustrielle. Il faut attendre deux années supplémentaires avec le Sommet de la Terre de Rio (les deux précédents ont eu lieu en 1972 à Stockholm et 1982 à Nairobi) pour que les décideurs politiques prennent le cri d'alarme des scientifiques au sérieux. Cette conférence est l'endroit où tout commence.

## Organisation et déroulement

### Présidence
L'Allemagne reçoit cette première conférence des Nations unies et veut en profiter pour construire son influence. À l'époque, le pays est réunifié depuis peu et le chancelier Helmut Kohl veut saisir l'occasion pour affirmer la place de son pays dans le concert des nations. Berlin est alors engagé dans l'idée d'obtenir un siège de membre permanent au Conseil de sécurité des Nations unies. L'objectif ne sera pas atteint mais l'Allemagne hérite tout de même du Secrétariat de l'ONU sur le climat, qui s'installe à Bonn, et dont le rôle est d'organiser la COP chaque année.
La préparation et l'organisation de l'événement sont confiées à la ministre de l'Environnement de la République fédérale, Angela Merkel.

### Participants
La liste officielle comprend 869 délégués représentant 160 pays et l’Union européenne. La délégation française, emmenée par Michel Barnier, comprend quatorze personnes.

## Objectifs et engagements
La conférence n'aboutit pas à des mesures concrètes mais les 120 gouvernements présents prennent acte de la gravité de la situation et de la nécessité de réduire les émissions de gaz à effet de serre relevant des activités humaines. 
22 décisions sont prises lors de cette conférence.

### Mandat de Berlin
Le « Mandat de Berlin » constitue la décision 1 de la COP 1, après qu'elle soit parvenue à la conclusion que l'engagement des pays développés de prendre des mesures pour ramener, d'ici l'an 2000, leurs émissions de gaz à effet de serre à leurs niveaux de 1990 était inadéquat. 
Les discussions visant à rendre cet engagement plus rigoureux sont lancées dans le cadre du « Groupe spécialisé chargé du Mandat de Berlin ». Il s'agit d'un organe subsidiaire créé par la CP-1 en vue de diriger les discussions portant sur "un protocole ou un autre instrument juridique" contenant des engagements additionnels pour les pays développés; l'AGBM a achevé ses travaux le 31 octobre 1997.
Un autre groupe spécialisé est créé : le groupe spécialisé chargé de l'article 13 (AG13) - Il a vocation à explorer les voies et moyens susceptibles d'aider les gouvernements à surmonter les difficultés qu'ils peuvent rencontrer en remplissant leurs engagements.